# Octospiniferoides
Octospiniferoides är ett släkte av hakmaskar. Octospiniferoides ingår i familjen Neoechinorhynchidae.
Kladogram enligt Catalogue of Life:
| Octospiniferoides | \| \| Octospiniferoides australis \| \| \| \| \| \| Octospiniferoides chandleri \| \| \| \| \| \| Octospiniferoides incognita \| \| \| \| |
|                   | \| \| Octospiniferoides australis \| \| \| \| \| \| Octospiniferoides chandleri \| \| \| \| \| \| Octospiniferoides incognita \| \| \| \| |
|                   | Atactorhynchus |
|                   | |
|                   | Dispiron |
|                   | |
|                   | Eocollis |
|                   | |
|                   | Floridosentis |
|                   | |
|                   | Gorytocephalus |
|                   | |
|                   | Gracilisentis |
|                   | |
|                   | Hebesoma |
|                   | |
|                   | Hexaspiron |
|                   | |
|                   | Microsentis |
|                   | |
|                   | Neoechinorhynchus |
|                   | |
|                   | Octospinifer |
|                   | |
|                   | Pandosentis |
|                   | |
|                   | Paulisentis |
|                   | |
|                   | Tanaorhamphus |
|                   | |
|                   | Wolffhugelia |
|                   | |
|                   | Zeylonechinorhynchus |
|                   | |
|                   | Octospiniferoides australis |
|                   | |
|                   | Octospiniferoides chandleri |
|                   | |
|                   | Octospiniferoides incognita |
|                   | |

|  | Octospiniferoides australis |
|  |                             |
|  | Octospiniferoides chandleri |
|  |                             |
|  | Octospiniferoides incognita |
|  |                             |